# جزيرة بيناوا الصغرى
جزيرة بيناوا الصغرى وهي جزيرة من جزر إندونيسيا، وتقع مقاطعة بيناجام باسر الشمالية في إقليم كالمنتان الشرقية في إندونيسيا.